# Щотковский, Зигмунд Франциск

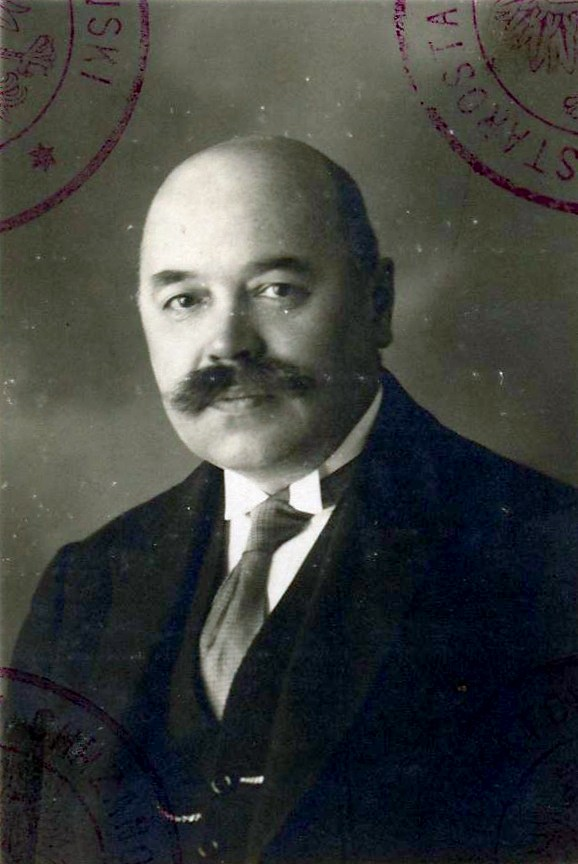
Зигмунд Щотковский в 1931 г.

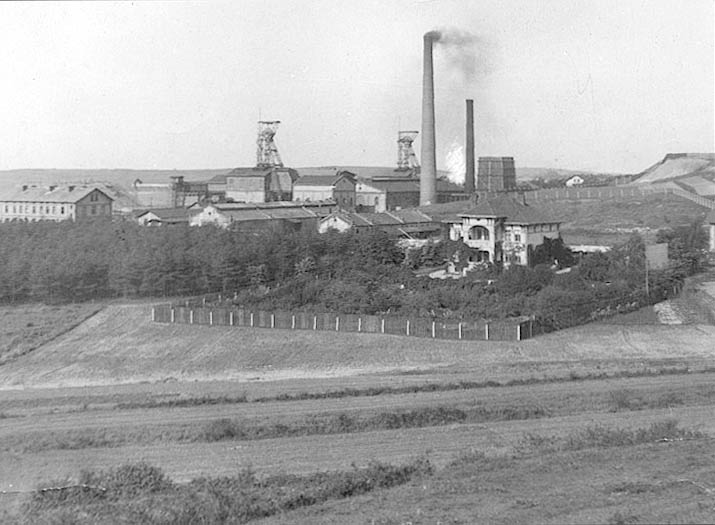
Шахта в Либёнже в 1930 г., на переднем плане служебный дом директора Щотковского.

Зи́гмунд Франци́ск Щотко́вский (пол. Zygmunt Franciszek Szczotkowski, 5 сентября 1877 года, Варшава, Царство Польское, Российская империя — 9 февраля 1943 года, Бежанув, Польша) — горный инженер, первый польский директор шахты «Янина» в Либёнже.

## Биография
Зигмунд Щотковский был сыном Стефана-Винцента Анджея (род. 1 февраля 1843, усадьба Стефанполе возле села Рыбинишки [Латгалия, Витебская губерния), родом из семьи ливонских помещиков герба Лодзя, чиновника железной дороги, который жил в родовой усадьбе Стефаново возле Влоцлавека, и Марии Филомены, до замужества — Кольбе (1849, Влоцлавек — 21 февраля 1931, Либёнж). Стефан Щотковский ещё юношей помогал вместе со своей матерью участникам польского восстания 1863 г., за что Щотковских приговорили к конфискации имения в Латгалии, а самого Стефана отправили в ссылку вглубь России в 1864 г.; в 1867 г. он приехал в Варшаву и там женился. Вскоре он заболел туберкулёзом и умер, когда его сыну было два года.
Сначала Зигмунд ходил в школу во Влоцлавеке. Позднее его мать решила переехать с ним в Варшаву, где в 1896 году он сдал выпускной экзамен в реальной гимназии. Затем был студентом учебного заведения для шахтёров в Леобене (Австрия), которое окончил 24 февраля 1900 года, получив диплом горного инженера. По окончании обучения он начал подготовку к участию в экспедиции на Урал, где должен был исследовать возможности использования залегающих там минералов, но вскоре отказался от участия. В январе 1901 года сдал экзамен перед Специальной шахтёрской комиссией Домбровского округа.
В 1901—1906 годах Зигмунд Щотковский занимался разведкой спуска «Климонтов» в каменноугольной шахте «Нивка» возле Сосновца. С июля 1906 года руководил шахтой «Сатурн» в Челядзи. В 1913 году уволился и выехал во Францию и Бельгию, где изучал современные технологии, чтобы впоследствии применить их в проектируемой горноспасательной станции в Сосновце. В 1914—1919 годах был руководителем Постоянной канцелярии топливной секции; в 1916—1917 годах там же окончил Высшие курсы для чиновников администрации. В 1919 году руководил горно-инженерными работами около Заверце.
Начиная с 1 марта 1920 года Зигмунд Щотковский был главным инженером, а от 18 ноября 1920 г. до начала Второй мировой войны — польским директором Галицкого Объединения Шахт (Compagnie Galicienne de Mines) в Либёнже (в настоящее время Каменноугольная Шахта «Янина»). Во межвоенной Польше он активно участвовал в развитии Центрального промышленного района Польши; сотрудничал с бывшим министром промышленности и торговли в правительстве Леопольда Скульского (1919—1920) Антонием Ольшевским (в 1935—1937 годах был членом комиссии под руководством Ольшевского по исследованию государственных предприятий — так называемая комиссия по вопросам этатизма) и бывшим министром коммуникации в правительстве Бартеля и Пилсудского, позднее директором шахты в Тшебине, Павлом Ромоцким.
После начала войны с 18 сентября 1939 г. в первый год оккупации (до момента назначения немцами другого директора, что было формально объявлено 3 июня 1940 г.) был принят на шахтенные работы в качестве Treuhänder’a. Был ненадолго арестован Гестапо по обвинению в диверсии в шахте; после освобождения руководил шахтой ещё несколько месяцев, летом или осенью 1940 г. покинул Либёнж и переехал к своей семье, которая с 1 сентября 1939 г. пребывала в Бежанове под Краковом в доме, построенном незадолго перед войной.
Умер вследствие тяжёлого хронического сердечно-сосудистого заболевания тремя годами позднее.

## Семья
Был дважды женат. В октябре 1907 года женился на 19-летней Магдалене Анне Шнабль, с которой позднее развёлся (впоследствии вышла замуж второй раз; умерла в конце 60-х гг. XX в.).
В июне 1923 г. женился на Марии Ветшиковской герба Кораб, в первом браке Боровской (1886—1959).
Много путешествовал, особенно по Европе и странах вокруг Средиземного Моря, интересовался техникой (в том числе радиотехникой) и фотографией (а также новинками в этой области, например, методами цветной фотографии). В свободное время увлекался нумизматикой и в меньшей степени филателией и плотничными работами, в том числе техникой интарсии разными видами древесины.

## Награды
За заслуги в развитии польской промышленности 11 ноября 1937 г. Зигмунд получил Кавалерский Крест Ордена Возрождения Польши.